# Lista de governadores do Texas
Em política, governador do Texas é o título dado ao chefe do poder executivo do estado norte-americano do Texas. esta é uma lista de governadores do Texas:
| Número | Governador               | Data da posse           | Data da saída          | Partido      | Notas       |
| ------ | ------------------------ | ----------------------- | ---------------------- | ------------ | ----------- |
| 1      | James Pinckney Henderson | 19 de fevereiro de 1846 | 21 de dezembro de 1847 | Democrata    |             |
| 2      | George T. Wood           | 21 de dezembro de 1847  | 21 de dezembro de 1849 | Democrata    | [ nota 1 ]  |
| 3      | Peter Hansborough Bell   | 21 de dezembro de 1849  | 23 de novembro de 1853 | Democrata    |             |
| 4      | J. W. Henderson          | 23 de novembro de 1853  | 21 de dezembro de 1853 | Democrata    |             |
| 5      | Elisha M. Pease          | 21 de dezembro de 1853  | 21 de dezembro de 1857 | União        |             |
| 6      | Hardin Richard Runnels   | 21 de dezembro de 1857  | 21 de dezembro de 1859 | Democrata    |             |
| 7      | Sam Houston              | 12 de dezembro de 1859  | 16 de março de 1861    | Independente | [ nota 2 ]  |
| 8      | Edward Clark             | 16 de março de 1861     | 7 de novembro de 1861  | Democrata    |             |
| 9      | Francis Lubbock          | 7 de novembro de 1861   | 5 de novembro de 1863  | Democrata    | [ nota 3 ]  |
| 10     | Pendleton Murrah         | 5 de novembro de 1863   | 17 de junho de 1865    | Democrata    | [ nota 4 ]  |
| 11     | Andrew J. Hamilton       | 17 de junho de 1865     | 9 de agosto de 1866    | Democrata    |             |
| 12     | James W. Throckmorton    | 9 de agosto de 1866     | 8 de agosto de 1867    | Democrata    |             |
| 13     | Elisha M. Pease          | 8 de junho de 1867      | 30 de setembro de 1869 | Republicano  | [ nota 5 ]  |
| 14     | Edmund J. Davis          | 8 de janeiro de 1870    | 15 de janeiro de 1874  | Republicano  |             |
| 15     | Richard Coke             | 15 de janeiro de 1874   | 21 de dezembro de 1876 | Democrata    | [ nota 6 ]  |
| 16     | Richard B. Hubbard       | 21 de dezembro de 1876  | 21 de janeiro de 1879  | Democrata    |             |
| 17     | Oran M. Roberts          | 21 de janeiro de 1879   | 16 de janeiro de 1883  | Democrata    |             |
| 18     | John Ireland             | 16 de janeiro de 1883   | 20 de janeiro de 1887  | Democrata    |             |
| 19     | Lawrence Sullivan Ross   | 18 de janeiro de 1887   | 20 de janeiro de 1891  | Democrata    |             |
| 20     | James Stephen Hogg       | 20 de janeiro de 1891   | 15 de janeiro de 1895  | Democrata    |             |
| 21     | Charles A. Culberson     | 15 de janeiro de 1895   | 17 de janeiro de 1899  | Democrata    |             |
| 22     | Joseph D. Sayers         | 17 de janeiro de 1899   | 20 de janeiro de 1903  | Democrata    |             |
| 23     | S. W. T. Lanham          | 20 de janeiro de 1903   | 15 de janeiro de 1907  | Democrata    |             |
| 24     | Thomas Mitchell Campbell | 15 de janeiro de 1907   | 17 de janeiro de 1911  | Democrata    |             |
| 25     | Oscar Branch Colquitt    | 17 de janeiro de 1911   | 19 de janeiro de 1915  | Democrata    |             |
| 26     | James E. Ferguson        | 19 de janeiro de 1915   | 25 de agosto de 1917   | Democrata    | [ nota 7 ]  |
| 27     | William P. Hobby         | 25 de agosto de 1917    | 18 de janeiro de 1921  | Democrata    |             |
| 28     | Pat Morris Neff          | 18 de janeiro de 1921   | 20 de janeiro de 1925  | Democrata    |             |
| 29     | Miriam A. Ferguson       | 20 de janeiro de 1925   | 17 de janeiro de 1927  | Democrata    |             |
| 30     | Dan Moody                | 17 de janeiro de 1927   | 20 de janeiro de 1931  | Democrata    |             |
| 31     | Ross S. Sterling         | 20 de janeiro de 1931   | 17 de janeiro de 1933  | Democrata    |             |
| 32     | Miriam A. Ferguson       | 17 de janeiro de 1933   | 15 de janeiro de 1935  | Democrata    |             |
| 33     | James Allred             | 15 de janeiro de 1935   | 17 de janeiro de 1939  | Democrata    |             |
| 34     | W. Lee O'Daniel          | 17 de janeiro de 1939   | 4 de agosto de 1941    | Democrata    | [ nota 8 ]  |
| 35     | Coke R. Stevenson        | 4 de agosto de 1941     | 21 de janeiro de 1947  | Democrata    |             |
| 36     | Beauford H. Jester       | 21 de janeiro de 1947   | 11 de julho de 1949    | Democrata    | [ nota 9 ]  |
| 37     | Allan Shivers            | 11 de julho de 1949     | 15 de janeiro de 1957  | Democrata    | [ nota 10 ] |
| 38     | Price Daniel             | 15 de janeiro de 1957   | 21 de janeiro de 1963  | Democrata    |             |
| 39     | John Connally            | 15 de janeiro de 1963   | 21 de janeiro de 1969  | Democrata    |             |
| 40     | Preston Smith            | 21 de janeiro de 1969   | 16 de janeiro de 1973  | Democrata    |             |
| 41     | Dolph Briscoe            | 16 de janeiro de 1973   | 16 de janeiro de 1979  | Democrata    |             |
| 42     | Bill Clements            | 16 de janeiro de 1979   | 18 de janeiro de 1983  | Republicano  |             |
| 43     | Mark White               | 18 de janeiro de 1983   | 20 de janeiro de 1987  | Democrata    |             |
| 44     | Bill Clements            | 20 de janeiro de 1987   | 15 de janeiro de 1991  | Republicano  |             |
| 45     | Ann Richards             | 15 de janeiro de 1991   | 17 de janeiro de 1995  | Democrata    |             |
| 46     | George W. Bush           | 17 de janeiro de 1995   | 21 de dezembro de 2000 | Republicano  | [ nota 11 ] |
| 47     | Rick Perry               | 21 de dezembro de 2000  | 20 de janeiro de 2015  | Republicano  | [ nota 12 ] |
| 48     | Greg Abbott              | 20 de janeiro de 2015   | Presente               | Republicano  |             |